# جورج ماديسون آدامز
جورج ماديسون آدامز (بالإنجليزية: George Madison Adams)‏ هو محامي وسياسي أمريكي، ولد في 20 ديسمبر 1837 في الولايات المتحدة، وتوفي في 6 أبريل 1920 في الولايات المتحدة. حزبياً، نشط في الحزب الديمقراطي. وقد انتخب عضو مجلس النواب الأمريكي.